# Acanthodelta bergeri
Acanthodelta bergeri là một loài bướm đêm trong họ Noctuidae.